# Vermillion (album van Simone Simons)
Vermillion is het eerste soloalbum van de Nederlandse zangeres Simone Simons, die bekend staat als de lead-/sopraanzangeres van Epica. Het werd uitgebracht op 23 augustus 2024. 

## Tracklijst
Alle teksten zijn geschreven door Simone Simons, behalve waar genoteerd, alle muziek is geschreven door Arjen Lucassen, behalve waar genoteerd.
| 1.                 | Aeterna                                           | Simone Simons, Lori Linstruth, Gjalt Lucassen, Jaap Toorenaar |                                     | 6:02 |
| 2.                 | In Love We Rust                                   | Simons, Linstruth                                             |                                     | 4:46 |
| 3.                 | Cradle to the Grave (featuring Alissa White-Gluz) | Simons, Linstruth                                             |                                     | 3:59 |
| 4.                 | Fight or Flight                                   | Simons, Linstruth                                             |                                     | 5:24 |
| 5.                 | Weight of My World                                | Simons, Linstruth                                             |                                     | 4:21 |
| 6.                 | Vermillion Dreams                                 | Simons, Linstruth                                             |                                     | 4:36 |
| 7.                 | The Core (featuring Mark Jansen)                  | Simons, Linstruth                                             |                                     | 3:56 |
| 8.                 | Dystopia                                          | Simons, Linstruth                                             |                                     | 4:44 |
| 9.                 | R.E.D. (featuring Mark Jansen)                    | Simons, Linstruth                                             |                                     | 4:04 |
| 10.                | Dark Night of the Soul                            |                                                               | Arjen Lucassen, Joost van den Broek | 4:12 |
| Totale duur: 46:04 |                                                   |                                                               |                                     |      |

### Notities
- "Weight of My World" is het enige meertalige nummer op het album met teksten in het Duits, Nederlands en Engels. [2]

## Personeel
- Simone Simons – zang
- Arjen Lucassen – alle instrumenten

Gast-/sessiemuzikanten
- Koen Herfst – drums
- Rob van der Loo – bas
- Mark Jansen – grunts op "The Core" en "R.E.D."
- Alissa White-Gluz – zang en grunts op "Cradle to the Grave"
- Joost van den Broek (ex-After Forever) – piano op "Dark Night of the Soul"
- Perttu Kivilaakso (Apocalyptica) - cello op "Dark Night of the Soul"
- John Jaycee Cuijpers – achtergrondzang op "Aeterna"
- Ben Mathot – viool op "Aeterna" en "Fight or Flight"
- Jurriaan Westerveld – cello op "In Love We Rust", "Cradle to the Grave" en "Vermillion Dreams"

R.E.D. koor
- Coen Janssen (Epica)
- Mark Jansen (After Forever, Epica, MaYaN, United Metal Minds)
- Isaac Delahaye (ex-God Dethroned, Epica, ex-MaYaN)
- Ariën van Weesenbeek (ex-God Dethroned, Epica, MaYaN)
- Rob van der Loo (ex-Delain, Epica, ex-MaYaN)
- Simone Simons (Epica)
- Peter Kettenis
- Monique Hooft
- Lori Linstruth
- Arjen Lucassen
- Joost van den Broek
- Jasper Erkens
- Johan van Stratum (Stream of Passion, VUUR)

Crew
- Simone Simons – tekst
- Lori Linstruth – tekst (1–9), fotografie
- Arjen Lucassen – muziek, engineering, productie, mixen
- Gjalt Lucassen - Latijnse tekst op "Aeterna"
- Jaap Toorenaar – Latijnse tekst op "Aeterna"
- Joost van den Broek – muziek (10), mastering
- Hedi Xandt – kunstwerk, ontwerp

## Hitlijsten
| Grafiek (2024)                    | Hoogste positie |
| --------------------------------- | --------------- |
| België (Ultratop Vlaanderen)      | 45              |
| België (Ultratop Wallonië)        | 176             |
| Nederland (Album Top 100)         | 11              |
| Duitsland (Offizielle Top 100)    | 72              |
| Zwitserland (Schweizer Hitparade) | 11              |
| Verenigd Koninkrijk (OCC)         | 2               |